# Edificio Plaza Bizkaia
El Edificio Plaza Bizkaia es un edificio ubicado en el ensanche de Bilbao, junto a la plaza homónima, sede Administrativa del Gobierno vasco.
Diseñado por Federico Soriano, el Edificio Plaza Bizkaia fue inaugurado en el año 2006 tras 3 años de obras. De arquitectura vanguardista y rompedora, está situado junto a la Alhóndiga de Bilbao y la Sede de Osakidetza.